# Lucien Bataille
Pour les articles homonymes, voir Bataille (homonymie).
Lucien Omer André Bataille, né le 25 avril 1877 à Lumbres (Pas-de-Calais) et mort le 28 juin 1953 dans le 18e arrondissement de Paris, est un acteur français.
Il est l'interprète des personnages de Zigoto et de Casimir, sous la direction notamment de Jean Durand et de Roméo Bosetti.

## Filmographie
- 1910 : Le Baptême de Calino
- 1911 : Le Voyage de l'oncle Jules
- 1911 : Le Rembrandt de la rue Lepic
- 1911 : Calino veut être cow-boy
- 1911 : Zigoto et l'Affaire du collier / Zigoto et le collier / La Trouvaille de Zigoto
- 1911 : Le Dernier mot
- 1911 : Voisins gênants / Méfiez-vous d'un voisin gênant
- 1911 : Ma tante fait de la peinture
- 1911 : L'Inoubliable Berceuse
- 1912 : Sous la griffe
- 1912 : Oxford contre Martigues
- 1912 : Onésime et le Nourrisson de la nourrice indigne
- 1912 : Zigoto plombier d'occasion
- 1913 : Protéa
- 1923 : La Rue du pavé d'amour
- 1924 : La Bataille
- 1924 : Paris la nuit
- 1924 : Mandrin d'Henri Fescourt
- 1928 : La Coquille et le Clergyman